# Faith Healer

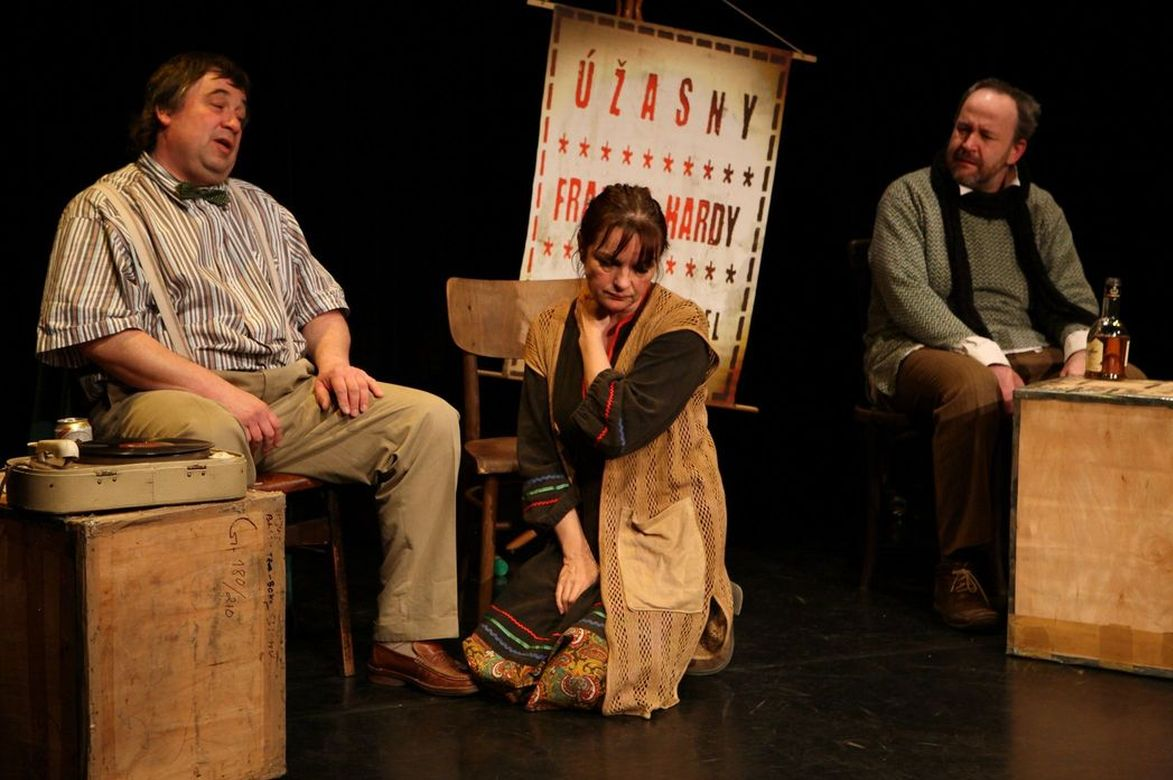
Representación de la obra en Praga.

Faith Healer es una obra del dramaturgo y escritor de cuentos cortos británico Brian Friel. Fue estrenada por primera vez en 1979.
La obra fue votada como una de las 100 obras más importantes del siglo XX en una encuesta realizada por el Royal National Theatre y ha sido nombrada por The Independent como una de las 40 mejores obras de todos los tiempos.

## Argumento
La obra nos ofrece cuatro monólogos interpretados por tres personajes: Frank Hardy, el curandero ambulante que retorna a su Irlanda nativa con la esperanza de recuperar sus poderes curativos; Grace, su amante durante muchos años, que renunció a su carrera como abogada a este genio y charlatán; y Teddy, el sórdido representante que ha acompañado la díscola pareja con una devoción que ni tan solo acaba de entender. 
Una historia de amor y odio, éxito y fracaso, y una metáfora de la frágil dependencia del artista en la casualidad del talento, que muestra como cualquier don especial, ya sea espiritual o artístico, es a la vez un maleficio y una bendición. 